# Ernesto Gutiérrez
Ernesto Amado Gutiérrez González (Curicó, Maule, 3 de diciembre de 1949-Santiago, 15 de febrero de 2020) fue un actor chileno, de teatro, cine y televisión.

## Biografía
Nació el 3 de diciembre de 1949 en Santiago. Hijo de Ernesto Gutiérrez Cisternas y de Rebeca de las Mercedes González Alegría (n. 1927-f. 2022). 
Cursó sus estudios básicos y medios en el Liceo Manuel Barros Borgoño en Santiago. Inició sus estudios de arquitectura en la Universidad de Chile, y luego teatro en 1973, en la Facultad de Ciencias y Artes Musicales y de la Representación de la Universidad de Chile, egresando el año 1977. 
En este período realiza trabajos como “Actor Estudiante” en las siguientes obras y bajo la dirección de grandes maestros de la escena nacional: El Rey se Muere, de Eugène Ionesco, dirigida por Eduardo Barril; La Ópera de Tres Centavos, de Bertolt Brecht, dirigida por Raúl Osorio; Sueño de una noche de verano, de William Shakespeare, dirigida por Eugenio Guzmán; La Casa Incendiada, de August Strindberg, dirigida por Sergio Aguirre; y Caín y Abel, creación colectiva dirigida por Eduardo Barril. El año 1971 marca el inicio de una activa vida profesional, desarrollando sus aptitudes en múltiples actividades paralelas, tales como el Teatro, la Televisión, el Cine, la Publicidad, el Modelaje, la Docencia y los Estudios de Teatro en la Universidad de Chile.
En 2016, Ernesto Gutiérrez recibió una pensión de gracia, otorgada por el Consejo Nacional de la Cultura y las Artes, durante el gobierno de la presidenta de la República Michelle Bachelet.
Ernesto Gutiérrez falleció el 15 de febrero de 2020 a los 70 años. Su madre Rebeca, falleció el 24 de febrero de 2022 a los 95 años. Ambos fueron sepultados en el Cementerio El Prado.

## Filmografía
| Año  | Título                   | Papel             | Notas                       |
| ---- | ------------------------ | ----------------- | --------------------------- |
| 1976 | Sol tardío               | —                 | sin acreditar; ¿? episodios |
| 1982 | De cara al mañana        | Profesor          | sin acreditar; ¿? episodios |
| 1982 | Celos                    | Hugo Echenique    | Reparto                     |
| 1985 | Morir de amor            | Muñoz             | sin acreditar; ¿? episodios |
| 1986 | La villa                 | Gonzalo Ponce     | Reparto                     |
| 1988 | Bellas y audaces         | Doctor            | sin acreditar; ¿? episodios |
| 1988 | Vivir así                | —                 | sin acreditar; ¿? episodios |
| 1988 | Las dos caras del amor   | Eduardo Chacón    | sin acreditar; ¿? episodios |
| 1990 | El milagro de vivir      | Detective         | sin acreditar; ¿? episodios |
| 1992 | Trampas y caretas        | —                 | sin acreditar; ¿? episodios |
| 1993 | Jaque mate               | Dentista          | sin acreditar; ¿? episodios |
| 1993 | Ámame                    | Conserje          | sin acreditar; ¿? episodios |
| 1994 | Rompecorazón             | Entrenador futbol | sin acreditar; ¿? episodios |
| 1994 | Rojo y miel              | Detective         | sin acreditar; ¿? episodios |
| 1995 | Estúpido Cupido          | Ercilio Gutiérrez | Reparto                     |
| 1995 | Juegos de fuego          | Secuestrador      | sin acreditar; ¿? episodios |
| 1996 | Sucupira                 | Cincuenta         | Reparto                     |
| 1997 | Oro Verde                | Nelson Vargas     | Reparto                     |
| 1999 | La Fiera                 | Ramiro Coñuecar   | Reparto                     |
| 2000 | Romané                   | Anchoveta         | Reparto                     |
| 2001 | Pampa Ilusión            | Director orfanato | sin acreditar; ¿? episodios |
| 2002 | El circo de las Montini  | Lisberto Sandoval | Reparto                     |
| 2002 | Purasangre               | Profesor          | sin acreditar; ¿? episodios |
| 2004 | Los Pincheira            | Rosendo Ortega    | Reparto                     |
| 2005 | Los Capo                 | Jacinto Toro      | Reparto                     |
| 2005 | Versus                   | —                 | Reparto                     |
| 2006 | Amor en tiempo récord    | Sacerdote         | sin acreditar; ¿? episodios |
| 2006 | Cómplices                | Enfermero         | sin acreditar; ¿? episodios |
| 2007 | Fortunato                | —                 | sin acreditar; ¿? episodios |
| 2008 | Hijos Del Monte          | Doctor            | sin acreditar; ¿? episodios |
| 2009 | Los Exitosos Pells       | Doctor            | sin acreditar; ¿? episodios |
| 2010 | Manuel Rodríguez         | Juan Moya         | Reparto                     |
| 2010 | Martín Rivas             | —                 | sin acreditar; ¿? episodios |
| 2010 | La familia de al lado    | Pedro Carrasco    | 2 episodios                 |
| 2011 | Témpano                  | Enrique           | 1 episodio                  |
| 2011 | Esperanza                | Camionero         | sin acreditar; ¿? episodios |
| 2011 | La Doña                  | Doctor            | 5 episodios                 |
| 2012 | La Sexóloga              | Patiño            | 5 episodios                 |
| 2013 | Mamá mechona             | Policía           | 2 episodios                 |
| 2014 | Buscando a María         | Policía           | sin acreditar; ¿? episodios |
| 2014 | No abras la puerta       | Guillermo         | 3 episodios                 |
| 2015 | Veinteañero a los 40     | Jorge Rojas       | 2 episodios                 |
| 2016 | Señores papis            | Sergio Saavedra   | 2 episodios                 |
| 2016 | Amanda                   | Flores            | 2 episodios                 |
| 2017 | Perdona nuestros pecados | Desiderio         | 4 episodios                 |

### Series
- 1987: La Quintrala como Aguacil Mayor
- 1989: Teresa de los Andes como Fotógrafo
- 1990: Corín Tellado: Mis mejores historias de amor como Luis (1 episodio)
- 1995-2009: Mea culpa (5 episodios)
- 1998-1999: Sucupira, la comedia como El cincuenta
- 2000-2010: El día menos pensado (4 episodios)
- 2004: Bienvenida Realidad (1 episodio)
- 2005: Los simuladores
- 2007: Mi primera vez
- 2007: Héroes
- 2011: Prófugos (1 episodio)
- 2014: Sudamerican Rockers
- 2015: Juana Brava como Jara
- 2015: Fabulosas flores
- 2015: Los años dorados
- 2017: Irreversible (1 episodio)
- 2018: Casa de Angelis como Señor Olavarría
- 2020: Helga y Flora como Jefe de la Policía - estreno póstumo